# HD119674
HD119674 — хімічно пекулярна зоря спектрального класу A4, що має видиму зоряну величину в смузі V приблизно  9,1.
Вона  розташована на відстані близько 1744,2 світлових років від Сонця.